# Tommaso Galli
Tommaso Galli (Roma, 10 giugno 1941 – Roma, 1º maggio 2024) è stato un pugile italiano, unico pugile italiano a indossare la cintura di campione europeo in tre differenti categorie: nei pesi gallo, piuma e superpiuma. In tutta la sua carriera, non perse mai un incontro prima del limite.

## Biografia

### Carriera da dilettante
Galli iniziò a praticare il pugilato in una palestra del popolare quartiere romano di Centocelle. Si laureò campione italiano dei dilettanti nella categoria dei pesi mosca nel 1962 a Modena. L'anno dopo passò al professionismo nella scuderia di Gigi Proietti.

### Carriera da professionista
Iniziò a combattere nei pesi mosca. Dopo nove incontri di rodaggio, combatté a Milano con il campione di Francia René Libeer (futuro campione europeo della categoria), ottenendo un pari. Salì di categoria e, il 18 settembre 1964 a Roma, batté ai punti in dieci riprese l'ostico triestino Nevio Carbi. L'11 giugno 1965, sempre nella Capitale, batté Domenico Scarponi ai punti diventando campione italiano dei pesi gallo.
Dopo poco più di due mesi, il 19 agosto a Sanremo, Galli sconfisse l'ispano-marocchino Mimoun Ben Ali, già avversario nei mosca di Salvatore Burruni e, sempre nei gallo, conquistò la sua prima cintura di campione europeo. Il 3 dicembre dello stesso anno, sul ring casalingo, respinse l'assalto dello scozzese Walter McGowan, futuro campione mondiale, costringendolo al pareggio.
Il 6 marzo 1966, a Marsiglia, Galli sconfisse ai punti il francese Pierre Vetroff. Poi, nella Plaza de Toros di Barcellona, concesse la rivincita a Mimoun Ben Ali. Lo spagnolo, fatto tesoro della precedente sconfitta, adottò una tattica che non diede spazio alla capacità tecnica del detentore. Galli subì così la sua prima sconfitta, ai punti, perdendo il titolo europeo.
Nel frattempo venne dichiarato decaduto Nevio Carbi, che conquistò il titolo italiano per rinuncia di Galli. Venne perciò allestito un combattimento per l'assegnazione del titolo fra il romano e il brindisino Franco Zurlo, al Teatro Giacomini di Latina. Il 21 dicembre 1966, fu Zurlo a prevalere, imponendo la sua tattica aggressiva. Il neocampione, tuttavia, dimostrò il suo valore anche in seguito, conquistando per ben due volte la cintura europea dei pesi gallo.
Galli proseguì a combattere in Italia e all'estero con alterni risultati. Batté nuovamente Carbi, a Sanremo, ai punti in otto riprese. Il 26 aprile 1968, a Melbourne, sfidò il campione del mondo dei pesi gallo, l'australiano Lionel Rose, in un match non valido per il titolo, venendo sconfitto ai punti in dieci riprese.
Dopo aver pareggiato a Roma contro il ghanese Bob Allotey, Galli salì di categoria e il 20 agosto 1969, a Barcellona, combatté per il titolo europeo contro lo spagnolo Manuel Calvo. Contrariamente ai pronostici, Galli batté il detentore per Kot alla quindicesima ripresa aggiudicandosi perciò la cintura europea dei pesi piuma. La difese vittoriosamente contro lo stesso Calvo, ancora a Barcellona, il 19 febbraio 1970, battendolo ai punti.
Il 26 giugno dello stesso anno, al Palazzo dello Sport di Madrid, mise in palio il titolo contro il cubano naturalizzato spagnolo, José Legrá, futuro campione del mondo. Galli rimase ferito alla sesta e alla tredicesima ripresa e un chiaro verdetto ai punti lo privò della cintura europea dei piuma.
L'EBU istituì la categoria dei pesi superpiuma e Galli fu designato a contendere per la prima volta il titolo al campione di Spagna dei piuma, Luis Aisa. Il 13 gennaio 1971, sul ring di Ladispoli, Galli conquistò la sua terza cintura europea, battendo lo spagnolo ai punti in quindici riprese.
Successivamente, respinse ai punti l'assalto al titolo del campione di Germania Lothar Abend, sul ring di Lignano Sabbiadoro. L'8 marzo 1972, a Sanremo, mise KO al settimo round il belga Jean De Keers, con il titolo in palio e, due mesi dopo, sventò il tentativo di Luis Aisa di riconquistare la cintura battendolo a Rimini per Kot all'undicesimo round.
Il 16 agosto 1972, ancora a Lignano, fu costretto ad arrendersi ai punti al tarantino Domenico Chiloiro e a consegnargli il titolo europeo dei superpiuma. Dopo questa sconfitta, abbandonò la boxe a soli trentuno anni.